# ジャン＝フィリップ・グバミン
ジャン＝フィリップ・グバミン（Jean-Philippe Gbamin 、1995年9月25日 - ）は、コートジボワール・サン＝ペドロ出身のプロサッカー選手。ポジションは、ミッドフィールダー。

## 経歴

### クラブ
コートジボワールに8歳まで住み、その後フランスへ渡った。義理の従兄弟の彼女の父親がランスのスカウトをしていた縁で、2007年RCランスの下部組織に入団。2013年5月10日のEAギャンガン戦でトップチームデビュー。しかし結果は0-7と惨憺たるものだった。2013/14シーズンはアントワーヌ・コンブアレ監督の信頼を得てレギュラーに定着、リーグ・アン昇格に貢献した。
2016年7月にクラブの構想に共感を得て、1.FSVマインツ05へ移籍、5年契約を結んだ。本職の右サイドバック以外にボランチで活躍し、定位置を掴んだ。ただ同シーズンは22試合にしか出場していないなかで3度の退場処分を受けるなど粗さも目立った。2018-19シーズンの開幕前にはプレミアリーグのクラブからオファーを受けていたものの、マインツ側が断った。2019年8月2日、エヴァートンFCに5年契約で加入。開幕戦のクリスタル・パレスFC戦ではベンチスタートだが、前半にアンドレ・ゴメスが負傷した影響で途中出場し、デビューを飾った。しかし3節の直前のトレーニングで負傷し離脱。10月に右大腿四頭筋損傷の手術を終え、全治3ヶ月になった。復帰後はなかなか出場機会を得られず、アブドゥライェ・ドゥクレらの後塵を拝した。ラファエル・ベニテスに監督が交代した後も、まもなく負傷したことにより再び苦難の道となり、9月には飲酒運転をして接触事故をおこしたことで罰金処分を受けるなど、ピッチ外でも問題となった。2022年2月21日、CSKAモスクワにシーズン終了までのレンタル移籍。2022年8月22日、トラブゾンスポルにシーズン終了までのレンタル移籍。2023年11月8日、USLダンケルクに加入。

### 代表
ユース年代では市民権を持つフランス代表を選択し、UEFA U-19欧州選手権などにフランス代表の一員として参加した。
2017年4月、出生地であるコートジボワール代表への変更を表明。2017年6月に開催されたオランダとの親善試合で初キャップ。